# Vuka
Vuka er en flod der løber i det østlige Kroatien, en biflod fra højre til Donau. Den er 112 km lang, og dermed dem 13. længste flod, der løber gennem Kroatien. Den har et afvandingsareal på 644 km². The river is located in Vukovar-Srijem distrikt, i regionen Slavonien. Den løber ud i Donau i byen Vukovar, som floden er opkaldt efter.
I oldtiden var Illyriernes navn for Vuka Volcos.